# Astragalus cruentiflorus
Astragalus cruentiflorus är en ärtväxtart som beskrevs av Pierre Edmond Boissier. Astragalus cruentiflorus ingår i släktet vedlar, och familjen ärtväxter. Inga underarter finns listade i Catalogue of Life.